# Szpital Morski w Gdyni
Szpital Morski w Gdyni – jednostka organizacyjna służby zdrowia Wojska Polskiego II Rzeczypospolitej.
1 maja 1932 roku na Oksywiu powstał 100 łóżkowy Szpital Morski, z oddziałami: chirurgicznym,  chorób wewnętrznych z pododdziałem chorób zakaźnych i położniczo-ginekologicznym. W  roku 1939 w związku z ofensywą niemiecką placówka pełniła funkcje szpitala polowego .

## Obsada personalna w marcu 1939 roku
Pokojowa obsada personalna Szpitala Morskiego w Gdyni:
- komendant szpitala – kmdr por. dr Adam Unieszowski (*)[b]
- st. ordynator oddziału chirurgicznego – kpt. mar. dr Augustyn Dolatkowski
- st. ordynator oddziału wewnętrznego – kpt. mar. lek. Bolesław Markowski
- lekarz zapasowy szpitala – ppor. lek. Andrzej Ożegowski